# Mathieu Weggeman

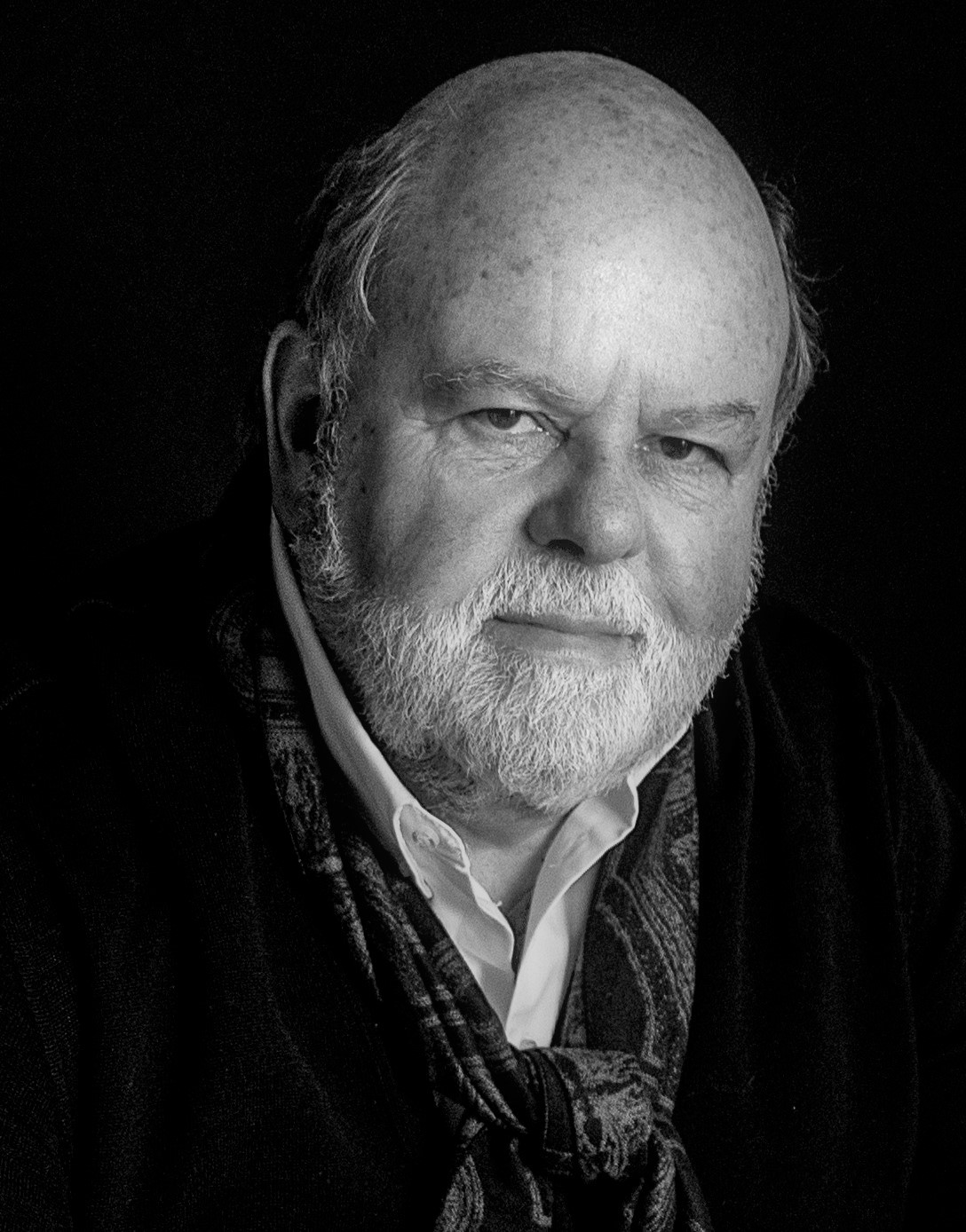
Mathieu Weggeman (2019). Foto: Mirjam van der Linden

Mathieu Weggeman (1953) is een Nederlands bedrijfskundige, bestuursadviseur, en hoogleraar organisatiekunde aan de Technische Universiteit Eindhoven gespecialiseerd in professionele organisaties en kennis- en innovatiemanagement.

## Loopbaan
Weggeman is gepromoveerd op strategisch management aan de Katholieke Universiteit Brabant. Hij heeft gewerkt als consultant bij Twynstra Gudde en hij was adviseur van de raad van bestuur van Philips. Bij dat laatste bedrijf werkte hij onder andere samen met C.K. Prahalad en Sumantra Ghosal. Verder was hij Chef Innovatie bij de Baak Managementcentrum VNO-NCW.
Weggeman is sinds enige tijd hoogleraar Organisatiekunde, in het bijzonder Innovatiemanagement aan de TU Eindhoven. Daarnaast heeft hij een eigen praktijk als bestuursadviseur, was hij lid van de Raad voor Cultuur (2012 – 2018) en onder meer toezichthouder bij Buurtzorg Nederland (2006 – 2017) en bij Brainport Development in Eindhoven (2010 – 2018). Momenteel is hij toezichthouder bij de Hogeschool voor de Kunsten in Utrecht, het Gouverneur Kremers Centrum van het MUMC+, SintLucas (MBO-opleidingen voor de creatieve industrie) en ZuidZorg in Eindhoven.
In 2001 ontving hij de oeuvreprijs van de Orde van Organisatiekundigen en -Adviseurs voor zijn bijdragen aan de management vakliteratuur. In 2005 is hij in Management Team door zijn collega's gekozen in de top 10 van beste Nederlandse organisatieadviseurs. In 2008 werd zijn boek Leidinggeven aan professionals? Niet doen! gekozen als Managementboek van het Jaar.

## Specialisaties
Weggemans interesse als onderzoeker aan de TU Eindhoven is gericht op innovatieprocessen in kennis- en technologieintensieve organisaties, zoals in het onderwijs, de gezondheidszorg en R&D. Met zijn promovendi op de faculteit Industrial Engineering & Innovation Sciences bestudeert hij binnen die context de rol van lef, humor en kunst, evenals de invloed van de esthetiek van werkprocessen. Zijn onderzoek gaat onder meer over de kenniswaardeketens en over wat kennis eigenlijk is [K = f(I*EVA) waarmee uitgedrukt wordt dat Kennis een functie is van Informatie, Ervaring, Vaardigheden en Attitude. Van 1997 tot 2001 was Weggeman lid van de editorial board van Organisation Studies.
In zijn adviespraktijk houdt hij zich onder meer bezig met het ontwerpen van de inrichting en besturing van professionele organisaties, het faciliteren van een innovatie- en kennisvriendelijke cultuur, de productiviteit van de nieuwe generatie en het stimuleren van de esthetiek van werkprocessen.
Verworven inzichten worden onder meer toegepast op het leidinggeven aan professionals, strategieformulering, het realiseren van collectieve ambitie in teams en organisaties, en de werkwijzen en wensen van de nieuwe generatie. 

## Breder publiek
Als public speaker deelt Weggeman zijn onderzoeksresultaten regelmatig op bijeenkomsten van beroepsverenigingen of andersoortige congressen. Deze lezingen voor een breder publiek zijn veel op YouTube te vinden. Naast zijn adviserend en wetenschappelijk werk, houdt Weggeman zich ook nog bezig met het schrijven van poëzie, korte verhalen en filosofische beschouwingen. Hierin reflecteert hij op de praktijk van zijn dagelijks bestaan.
Bij het schrijven van zijn boek Waarom zouden we doodgaan (2008) en nadenkend over zijn eigen dood, stelde Weggeman vast dat zijn persoonlijke invulling van het hiernamaals onkwetsbaar is voor de bezwaren van anderen, aangezien zo’n visie op geloof berust en niet op bewijs. Niettemin heeft dat geloof in het daar-en-dan reële invloed op de werkelijkheid van het hier-en-nu. Hij ervoer dit als een bevrijdend inzicht, dat hem sterkte in zijn voorliefde voor het maken van bewust naïeve keuzes. In het slot van het boek probeert Weggeman die voorliefde van vaste grond te voorzien door haar in zeven leerstellingen uit te werken tot de levenswijze van het “neo-naïvisme”. Samenvattend kan worden gesteld dat de "neo-naïevo" zich bewust is van zijn eigen naïviteit,  maar dat besef ondergeschikt acht aan het nut en het plezier dat hij aan die houding ontleent .

## Publicaties
Weggeman publiceerde verschillende artikelen en boeken, waarvan er enkele behoren tot de standaardwerken van de Nederlandstalige managementliteratuur.
Boeken
- 1985 Ondernemen binnen de onderneming: een integrale aanpak. Met Gert Wijnen en Rudy Kor. Deventer: Kluwer.
- 1992 Leidinggeven aan professionals: het verzilveren van creativiteit. Deventer: Kluwer Bedrijfswetenschappen.
- 1995 Collectieve ambitie ontwikkeling: verbeteren van het functioneren van kennisintensieve organisaties door toepassing van een MDS (missie, doelen, strategie)-interventie in het managementproces. Proefschrift Katholieke Universiteit Brabant, Tilburg
- 1997 Kennismanagement: inrichting en besturing van de kennisintensieve organisatie. Schiedam: Scriptum
- 2000 Kennismanagement: de praktijk. Schiedam: Scriptum.
- 2007 Leidinggeven aan professionals? Niet doen! Schiedam: Scriptum.
- 2008 Waarom zouden we doodgaan? Amsterdam, Prometheus. (Filosofisch werk)
- 2009 e.v. Het Rijnland boekje, Het Rijnland praktijk boekje en Het Rijnland verander boekje samen met Jaap Peters over de spanning tussen de Anglo-Amerikaanse en de Rijnlandse cultuur. Amsterdam, Business Contact
- 2014 Leading professionals? Don’t!, A continental European perspective. Amsterdam: Warden Press
- 2015 Essenties van Leidinggeven aan professionals. Schiedam: Scriptum.
- 2018 De Ondernemende Organisatie, samen met Bart Derre, Luc Vandingenen, Jimme Keizer en Koen Smets. Antwerpen: Pelckmans Pro
- 2019 Het Grote Rijnlandboekje, samen met Jaap Peters. Amsterdam, Business Contact
- 2020 André Kammaraad, patanoom-analoog. Schiedam, Scriptum

Artikelen (selectie)
- Aken, J.E. van & Weggeman, M. (2000). Managing learning in informal innovation networks: overcoming the Daphne-dilemma. R&D Management. 30(2): 139-149.
- Weggeman, M., I. Lammers and H. Akkermans (2007): Aesthetics from a design perspective. Journal of Organizational Change Management 20(3): pp. 346-358.
- Menzel, H. C., Krauss, R., Ulijn, J. M., & Weggeman, M. (2008): Characteristics of an Intrapreneurship Supportive Culture. In: A. Fayolle & P. Kyrö (Eds.): The dynamics between entrepreneurship, environment and education. Cheltenham (UK): Edward Elgar, pp. 77 – 102.
- Van Dijk, S., Berends, J.J., Weggeman, M.P., Romme, A.G.L. and Jelinek, S. (2011): Micro-Institutional Affordances and Strategies of Radical Innovation. Organization Studies, 32(11).
- De Maeijer, E., Van Hout, T., Weggeman, M. & Post, G. (2016): ‘Studying open innovation collaboration between the high-tech industry and science with linguistic ethnography - battling over the status of knowledge in a setting of distrust. Journal of Innovation Management. 4(4), 8-31.
- Rianne Appel - Meulenbroek, Mathieu Weggeman & Marko Torkkeli (2018): ‘Knowledge sharing behaviour within organisations; A diary-based study of unplanned meetings between researchers’. Knowledge Management Research & Practice.[1]
- Van den Hout, Jef J.J., Orin C. Davis and Mathieu C.D.P. Weggeman. (2018) The Conceptualization of Team Flow. The Journal of Psychology. Vol. 152, no. 6, 388–423.[2]
- Jessurun, J. H., Weggeman, M. C. D. P., Anthonio, G. G., & Gelper, S. E. C. (2020): Theoretical reflections on the underutilisation of employee talents in the workplace and the consequences. Sage Open, April-June, 1–12[3]
- Kersten, M., Taminiau, E., Weggeman, M. and Embregts, P. (2022):  Motives and strategies of CEOs for stimulating sharing and application of knowledge in the care and support for people with intellectual disabilities. Journal of Knowledge Management. Vol. 26/11, pp. 114-141
- van Haaren-van Duijn, Birgitte, Jaime Bonnín Roca, Annie Chen, A. Georges L. Romme, and Mathieu Weggeman (2022): TheDynamics of Governing Enterprise Blockchain Ecosystems. Administrative Sciences,12:86.
- De Maeijer, E., Van Hout, T., Weggeman, M. (2023): Een pleidooi voor taalbewustzijn in internationale samenwerkingen. Holland Management Review, 206/april-juni, pp. 75-83